# 三浦千幸
三浦千幸（日语：／ Miura Chiyuki，11月17日—）是生于日本宮城縣的女声优。賢Production所属。

## 经历
2016年参加第二届声优艺术家培养计划选拔赛，通过声优培训学校School Duo加入賢Production的所属成员。

## 人物
特技包括唱歌、东北方言、游泳和绘画。兴趣包括游戏、观看遊戲實況。

## 演出作品
※粗體字為主要角色。

### 电视动画
2017年
- 夢幻慶典（ファン）

2018年
- 龍族拼圖（ハルカ、兰拉）
- 傀儡馬戲團（贝丝、布拉格市的街女）

2019年
- 進擊的巨人（菲·耶格尔、阿贝尔·雷斯、始祖尤弥尔）
- 流汗吧！健身少女（女学院生）
- PSYCHO-PASS心靈判官 3（慎导灼〈少年时代〉）
- 花牌情緣 3（顾客、女子、富士崎女学生、塾女子）

2020年
- 我的英雄學院（女儿童、志村华）
- 更多！认真地不认真的怪侠佐罗利（女子）
- 突擊莉莉（田村那岐）
- 大貴族（塔基奥的妹妹）

2021年
- 回復術士的重啟人生（店员）
- 通靈王（同班同学）
- 海螺小姐
- 新幹線戰士Z（小孩）
- 賈希大人不氣餒！（女高中生B）
- 世界頂尖的暗殺者轉生為異世界貴族（伊法）
- 寶可夢 旅途（欧尼奥[4]）

2022年
- 蜡笔小新（小孩C、女性B）
- SHINE POST（粉丝）
- 新來的女傭有點怪（学生C）
- POP TEAM EPIC（兔子C、小孩A）

2023年
- 再得一勝！（冰浦永遠[5]）
- 淪落者之夜（女性）
- 咒術迴戰 懐玉·玉折 / 澀谷事變（學生）
- AI電子基因（後藤莉音）
- 爆旋陀螺X（粉絲）
- 聖魔大戰 BIKKURI-MEN（英语：ビックリメン）（女子E）

2024年
- 夢想成為魔法少女（蔬果店姐姐）
- 新幹線戰士 Change the World（大成大成〈幼年時期〉）
- 蔚藍檔案 The Animation（十六夜野乃美[6]）

2026年
- 靠死亡遊戲混飯吃。（幽鬼[7]）

### 剧场动画
2021年
- 龍與雀斑公主[8]

2022年
- 泡泡

### 网页动画
2021年
- 暖暖熔岩虫之屋（安娜[9] ）
- 寶可夢進化（N<幼年期>）

2022年
- 蔚藍檔案（十六夜野乃美）

### 电子游戏
2019年
- 超異域公主連結☆Re:Dive（カカオウラ、女性）
- 勇者鬥惡龍XI S 尋覓逝去的時光（バニー、アラウネ）
- 第七史诗（ジェナ[10]）

2020年
- 最終休止符 -無止境的螺旋物語-（クリスタル[11]）
- CODE:SEED 星火之歌（マルコ・ポーロ）

2021年
- 蔚藍檔案（十六夜野乃美[12]）

2024年
- 薩爾達傳說 智慧的再現（薩爾達公主）
- 碧藍幻想（乌露琪）

2025年
- 戰雙帕彌什（柯蕾多爾）

### 电视剧CD
- 午前0時、キスしに来てよ（女孩）
- 我的英雄學院

## 音樂作品

### 角色歌
| 發售日    | 商品名   | 演唱                       | 歌曲         | 備註                                      |
| --------- | -------- | -------------------------- | ------------ | ----------------------------------------- |
| 2022年7月 | 闪耀夏日 | アビドス高等学校対策委員会 | 《闪耀夏日》 | 网络动画《蔚藍檔案1.5周年短篇动画》片尾曲 |

## 脚注

### 團體成員
1. ↑  星野（花守由美里）、白子（小倉唯）、野乃美（三浦千幸）、茜香（大橋彩香）、綾音（原田彩楓）、アビドス高等学校対策委員会（日语：アビドス高等学校対策委員会）

### 出典
1. 1 2 3 4 5 6  .   [2019-06-10]. （原始内容存档于2023-08-17）.
2. ↑  2018年6月15日、KENTARO UTSUMI　Twitter、. Retrieved 2019-06-10.
3. ↑  .   [2019-06-10]. （原始内容存档于2022-11-15）.
4. ↑  . コミックナタリー. 2021-11-29  [2021-11-29]. （原始内容存档于2023-08-13）.
5. ↑  . まんたんウェブ (MANTAN). 2022-04-27  [2022-04-27]. （原始内容存档于2023-05-29）.
6. ↑  . Comic Natalie. 2024-01-20  [2024-01-20]. （原始内容存档于2024-01-22） （日语）.
7. ↑  . Comic Natalie. 2025-07-26  [2025-07-26] （日语）.
8. ↑  . 三浦千幸 Twitter.   [2021-07-29]. （原始内容存档于2021-12-02）.
9. ↑  . コミックナタリー. ナターシャ.   [2021-08-05]. （原始内容存档于2023-06-21）.
10. ↑  Epic7_jp的2020年2月23日的推文、. Retrieved 2021年2月3日.
11. ↑  . ラストピリオド -終わりなき螺旋の物語-.   [2021-02-03]. （原始内容存档于2021-10-16）.
12. ↑  ブルーアーカイブ公式@Blue_ArchiveJPの2020年7月29日のツイート- Twitter